# Hetch Hetchy
Hetch Hetchy je název údolí, nádrže a vodního systému v Kalifornii ve Spojených státech. Ledovcové údolí Hetch Hetchy leží v severozápadní části národního parku Yosemite. Vytéká z něj řeka Tuolumne. Tisíce let před příchodem bílých osadníků v 50. letech 19. století bylo údolí osídleno původními obyvateli, kteří se živili sběrem a lovem (indiáni kmene Miwok). Na konci 19. století se údolí dostalo do povědomí lidí díky své přírodní kráse – často bylo srovnáváno s krásou Yosemitského údolí, ale také se o něm mluvilo jako o potenciálním zdroji závlahové a pitné vody.

## Projekt Hetch Hetchy

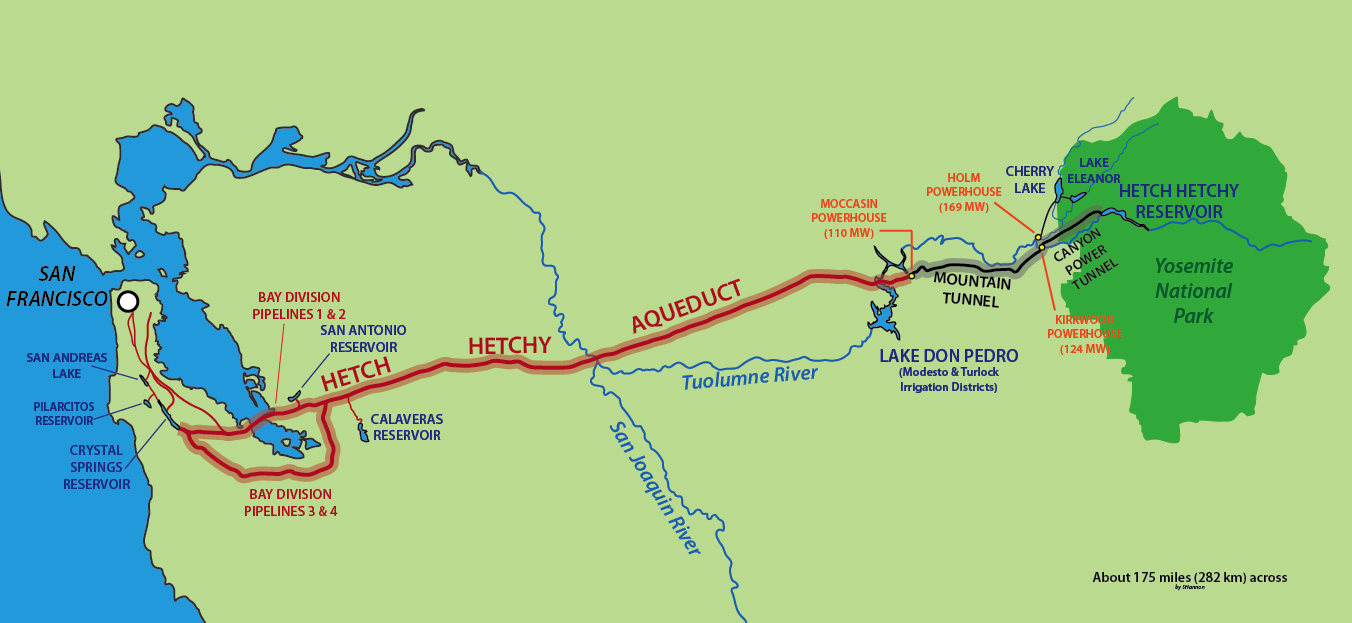
Projekt Hetch Hetchy

V roce 1906, po velkém zemětřesení a následném požáru, který zničil San Francisco, se ukázalo, že město nemá k dispozici dostatečné zdroje vody. San Francisco proto požádalo ministerstvo vnitra o udělení vodních práv pro Hetch Hetchy. V roce 1908 byla San Franciscu práva na rozvoj řeky Tuolumne udělena. To vyvolalo sedm let environmentálního boje s organizací Sierra Club, vedenou Johnem Muirem, která byla proti zaplavení Hetch Hetchy a zničení přírodní krásy toho údolí.
Vzhledem k tomu, že údolí bylo součástí Yosemitského národního parku, byl k povolení projektu nutný souhlas Kongresu. Kongres projekt schválil a prezident Woodrow Wilson ho podepsal v roce 1913 s tou podmínkou, že vyrobená elektrická energie a voda z řeky mohou být používány pouze ve veřejném zájmu. San Francisco ale prodalo elektřinu z přehrady Pacific Gas and Electric Company (PG&E), což pak vedlo k desítkám let právních sporů a kontroverzí. V roce 1923 byla dokončena stavba přehrady O'Shaughnessy na řece Tuolumne, která zaplavila celé údolí pod Hetch Hetchy rezervoárem. Akvadukt vedený z Hetch Hetchy začal v roce 1934 dodávat vodu do 269 kilometrů vzdáleného San Francisca a do oblasti San Francisco Bay Area.

## Galerie

Porovnání oblasti na dolním konci údolí Hetch Hetchy před zahájením výstavby v r. 1914 se současným stavem
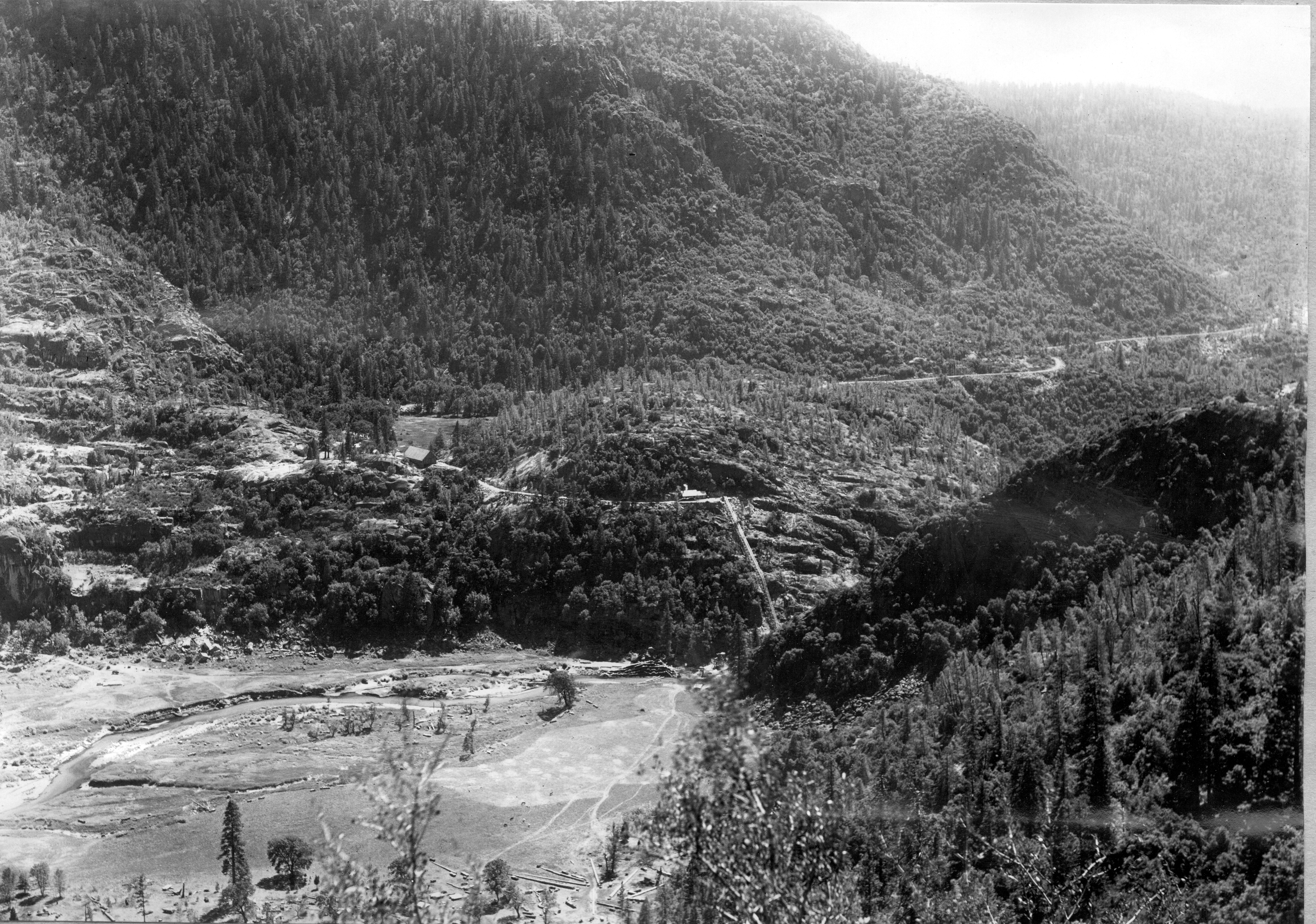
Rok 1914
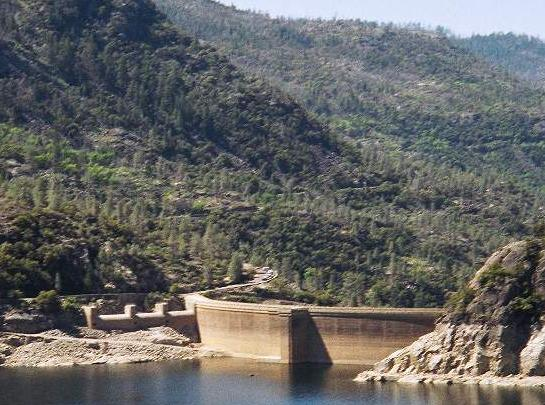
Dnešní stav